# Великий Любінь (гміна)
Ґміна Любєнь Вєлькі (пол. Gmina Lubień Wielki) — колишня (1934—1939 рр.) сільська ґміна Грудецького повіту Львівського воєводства Польської республіки (1918—1939) рр. Центром ґміни було село Любєнь Вєлькі.

1 серпня 1934 р. було створено ґміну Любєнь Вєлькі в Грудецькому повіті. До неї увійшли сільські громади: Артищув, Брундорф, Черляни, Ебенау, Годвішня, Кєрніца, Косовєц, Любєнь Мали, Любєнь Вєлькі, Малковіце, Нойгоф, Пожече Любєньскє, Стодулкі, Угерце Нєзабитовскє, Зашковіце і Завідовіце.

У 1939 році територія була зайнята СРСР і ґміна у складі повіту ввійшла до складу Львівської області. 17 січня 1940 р. повіти і гміни були ліквідовані, гміна ввійшла до Городокського району.